# Muratov
Muratov je priimek več oseb:
- Mihail Ivanovič Muratov, sovjetski general
- Pavel Pavlovič Muratov, ruski pisatelj
- Valentin Ivanovič Muratov, ruski gimnastik
- Zinad Muratov, ruski politik